# Il Marchese del Grillo
O Marquês do Grilo (em italiano, Il Marchese del Grillo) é um filme italiano de 1982, de gênero cómico-histórico, dirigido pelo cineasta Mario Monicelli.

## Sinopse
Roma, 1809: o marquês Onofrio del Grillo leva uma vida desregrada e rebelde aos olhos de toda a família e do Papa Pio VII.
Passa o tempo fazendo piadas e brincadeiras contra a família e os conhecidos, ou joga às cartas nas adegas mais sujas da capital, com o fiel servidor Ricciotto. Uma dessa brincadeiras é substituir sua própria pessoa com um pobre vendedor de carvão, sósia dele, que não repara pela vida estranha e esquisita que está acontecendo-lhe.
No final, o Papa, para punir Onofrio de não ter feito a guarda noturna a ele, arriscando a vida do mesmo pontífice, decide matar o marquês Onofrio cortando-lhe a cabeça.... mas quem irá ter a cabeça cortada é o pobre Gasperino. 
O marquês Onofrio, então, recupera Gasperino bebado e traz ele perto da sua loja de carvão, onde o esperam a esposa e a filha. Onofrio desculpa-se com Pio VII pelo mal entendido e acaba sorrindo, carregando nos ombros o papa sentando na sede gestatória.

## Elenco
| Onofrio del Grillo - Gasperino | Alberto Sordi     |
| Olimpià, cantora               | Caroline Berg     |
| Pompeo, o sobrinho             | Andrea Bevilacqua |
| Aronne, o ebanista             | Riccardo Billi    |
| Don Bastiano                   | Flavio Bucci      |
| Ricciotto, o servidor fiel     | Giorgio Gobbi     |
| Rambaldo, o cunhado            | Cochi Ponzoni     |
| Pio VII                        | Paolo Stoppa      |
| Faustina, a amante de Onofrio  | Angela Campanella |